# Lagos Clearwater
Los lagos Clearwater o lago del Agua Clara (en francés: Lac à l'Eau Claire, nombre oficial; en inglés: Clearwater Lakes; en idioma cree, Wiyasakami; y en idioma inuit, Allait Qasigialingat), son un par de lagos circulares canadienses localizados en el Escudo Canadiense, cerca de la bahía de Hudson, en la provincia de Quebec.
Los lagos son en realidad un único cuerpo hídrico, salpicado de islas que forman una «línea de puntos» entre las partes oriental y occidental. El nombre se debe al agua tan clara que contiene. Hay en realidad 25 lagos con ese nombre en la provincia (26 si se incluye el «Petit lac à l'Eau Claire» —el «pequeño lago del Agua Clara»). Estos son los más grandes y septentrionales, y es el segundo lago natural en tamaño de la provincia de Quebec después del lago Mistassini.
En 1896, el explorador y geólogo Albert Peter Low, miembro de la Medición Geológica de Canadá (Geological Survey of Canada), proporcionó probablemente el descriptivo nombre de los lagos señalando la extraordinaria claridad y hondura de sus heladas aguas.

## Cráteres de impacto
Los lagos llenan depresiones circulares que son interpretadas como una pareja de cráteres de impacto (astroblemas). Los cráteres oriental y occidental son de 26 km y 36 km de diámetro, respectivamente. Ambos cráteres tienen la misma antigüedad, 290 ± 20 millones de años (Pérmico), y se cree que se formaron simultáneamente. Los objetos que impactaron podrían haber estado ligados gravitacionalmente como un asteroide binario, una sugerencia que hizo por vez primera Thomas Wm. Hamilton en una carta del año 1978 a la revista Sky & Telescope en apoyo de la entonces controvertida teoría de que los asteroides podían poseer lunas.[cita requerida]

## Microclima
Debido a su tamaño, el lago Clearwater puede afectar al clima local, como se acredita por la distribución de especies vegetales. Aunque las costas del lago están pobladas principalmente por especies boreales, la flora de las islas centrales en la cuenca occidental del lago es característicamente ártica, haciendo de las islas un enclave ártico.

## Propuesta de parque nacional
Una vasta área alrededor de los lagos, el golfo de Richmond (Lac Guillaume-Delisle), y el lago Iberville (Lac D'Iberville) se está estudiando con el fin de que pase a formar parte de un nuevo parque de Quebec, el Parque Nacional Lacs-Guillaume-Delisle-et-à-l'Eau-Claire. Esta propuesta de parque de 15.549 kilómetros cuadrados se convertiría en el mayor parque de Quebec (excluyendo las reservas de páramo).